# John Ugochukwu
John Ogu Ugochukwu, mais conhecido como Ogu (Lagos, 20 de abril de 1988), é um futebolista Nigeriano que atua como meia. 

## Gols internacionais
| #  | Data               | Local                    | Oponente | Placar | Resultado | Competição |
| -- | ------------------ | ------------------------ | -------- | ------ | --------- | ---------- |
| 1. | 31 de maio de 2013 | Reliant Stadium, Houston | México   | 1–2    | 2–2       | Amistoso   |